# Alluaudomyia bipunctata
Alluaudomyia bipunctata är en tvåvingeart som beskrevs av Tokunaga och Murachi 1959. Alluaudomyia bipunctata ingår i släktet Alluaudomyia och familjen svidknott. Inga underarter finns listade i Catalogue of Life.